# Blackrock (film)
Pour les articles homonymes, voir Blackrock.

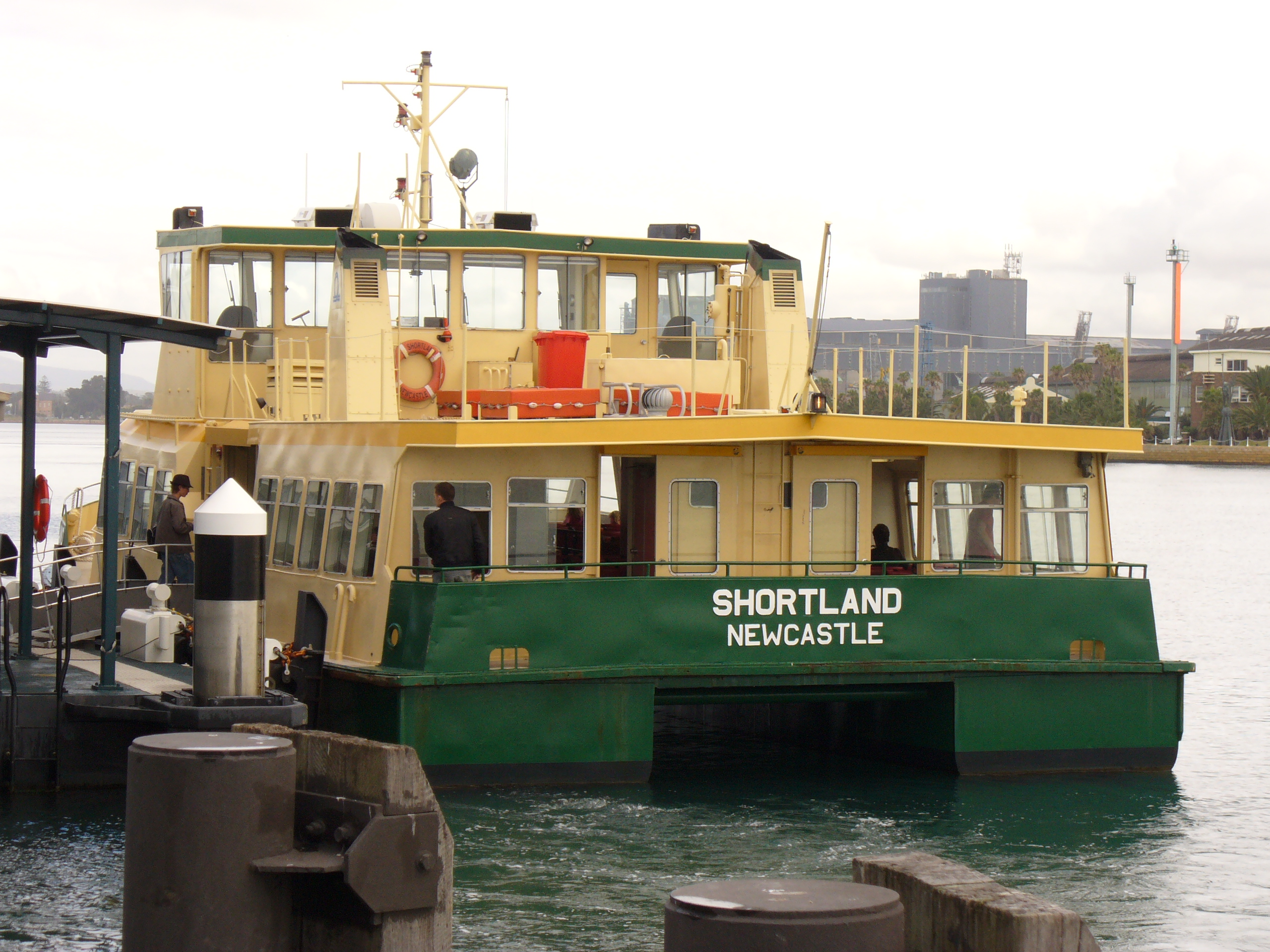
Stockton ferry.

Blackrock est un film australien réalisé par Steve Vidler, sorti en 1997.

## Synopsis
À 17 ans Jared mène une vie paisible avec sa mère Diane à Blackrock en Australie. Il aime le surf et sort avec Rachel. Lorsque son meilleur ami Ricko (une légende locale) revient à Blackrock, il décide de fêter son retour.
C'est la fête de l'année mais peu à peu la nuit tourne au drame quand une jeune fille, Stacy, est retrouvée morte au bord de la mer.
Le lendemain tout le monde est en état de choc quand on apprend qu'elle a été violée et assassinée. Les médias s'acharnent et Diane essaye de savoir pourquoi Jared reste si silencieux. Lorsque la police révèle peu à peu chaque détail de l'affaire, Jared découvre la sombre vérité et va devoir choisir entre la loyauté et la vérité pour prouver son innocence.

## Fiche technique
- Titre  original : Blackrock
- Réalisateur : Steven Vidler
- Scénariste  : Nick Enright
- Producteur : David Elfick
- Musique du film :  Steve Kilbey
- Directeur de la photographie : Martin McGrath
- Montage :  Frans Vandenburg
- Distribution des rôles : Christine King
- Création des décors :   David McKay
- Direction artistique : Sam Richard
- Décorateur de plateau :  Glen W. Johnson
- Création des costumes : David McKay
- Coordinateur des cascades :   Rocky McDonald
- Société de production :  Australian Film Finance Corporation et Palm Beach Pictures
- Pays d'origine  : Australie
- Genre : Thriller
- Durée : 1h43
- Date de sortie : 
  - Australie : 1er mai 1997

## Distribution
- Laurence Breuls (en) : Jared
- Linda Cropper : Diane
- Simon Lyndon : Ricko
- Heath Ledger : Toby Ackland
- Bojana Novakovic : Tracy Warner
- Rebecca Smart : Cherie

## Tournage
À la suite de la mise en scène d'une pièce inspirée des événements, écrite par Nick Enright, et intitulée Blackrock à partir après 1992, un film est prévu pour adapter la pièce à l'écran.
Les habitants de Stockton s'opposent au tournage, les événements étant encore frais dans les mémoires et les détails du script rappelant sans équivoque l'affaire Leigh Leigh. Quand l'équipe de tournage arrive à Stockton, les médias locaux lui réservent un accueil particulièrement hostile, et des lieux réservés plus tôt ne sont soudain plus disponibles. La situation empire quand les réalisateurs commencent à nier que l'histoire s'inspire de celle de Leigh, alors que le scénario s'appuie très visiblement sur son histoire et qu'ils tiennent à filmer précisément à Stockton. La famille de Leigh s'oppose au tournage du film, affirmant que les producteurs « se repaissent d'une situation douloureuse » et ternissent la réputation de Leigh. Le film reçoit un accueil critique relativement positif en Australie, mais obtient de mauvaises critiques partout ailleurs. L'échec commercial du film s'explique par l'absence de connaissance de « l'histoire poignante et puissante de la tragédie de Leigh » : vu sans le contexte des événements, le film est qualifié de « superficiel et cliché » par les critiques étrangers.